# Pedra de Björketorp

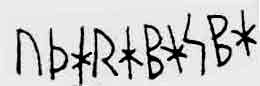
A famosa maldição, expressa na Pedra de Björketorp

A Pedra de Björketorp (em sueco:  Björketorpsstenen; pronúncia aproximada biêrque-tórpss-stênen) é uma pedra rúnica de 4 m de altura, com um pequeno texto no lado de trás e um texto maior no lado da frente, datada para o século VI ou VII. Está localizada no ponto de encontro das três aldeias de Listerby, Björketorp e Leråkra, a 7 km a leste da cidade de Ronneby, e a norte da estrada europeia E22, na província de Blekinge.

## Texto e gravuras
A Pedra de Björketorp está acompanhada de outras duas pedras sem runas. Tem um  um pequeno texto contendo uma maldição no lado de trás, e um texto maior no lado da frente. Está escrita com runas do alfabeto Futhark antigo, mostrando todavia elementos da transição para o Futhark recente.
Transliteração:
Lado da frente - hAidz runo ronu fAlAhAk hAiderA ginArunAz ArAgeu hAerAmAlAusz utiAz welAdAude sAz þAt bArutz
Lado de trás – uþArAbA sbA 
Tradução:
Lado da frente - Aqui escondi o segredo de poderosas runas, fortes runas. Aquele que partir esta pedra memorial será torturado por maldição eterna. Será vítima de morte traiçoeira.
Lado de trás – Eu vaticino um fim funesto.  
Comentários:
O texto está escrito em nórdico primitivo (urnordiska), usando o alfabeto rúnico antigo (Futhark antigo). Há duas teoria sobre as inscrições da pedra: Segundo uns, é uma pedra em memória de um chefe morto, segundo outros, é um aviso a quem violar um sítio sagrado. 